# Josef Zeman
Pour les articles homonymes, voir Zeman.
Josef Zeman (né le 23 janvier 1915 à Drunče en Autriche-Hongrie (aujourd'hui en République tchèque) et mort le 3 mai 1999) était un joueur et entraîneur de football tchécoslovaque.

## Biographie

### Club
Il passe sa carrière dans de nombreux clubs du championnat tchécoslovaque tels que le SK České Budějovice, le SK Plzeň, le Sparta Prague, le SK Pardubice, le SK Nusle et le Čechie Karlín.

### International
Il évolue en tout pendant 4 matchs pour 2 buts avec les couleurs de l'équipe de Tchécoslovaquie entre 1937 et 1938 et participe à la coupe du monde 1938 en France, où son équipe parvient jusqu'en quarts-de-finale.